# Засолювання риби

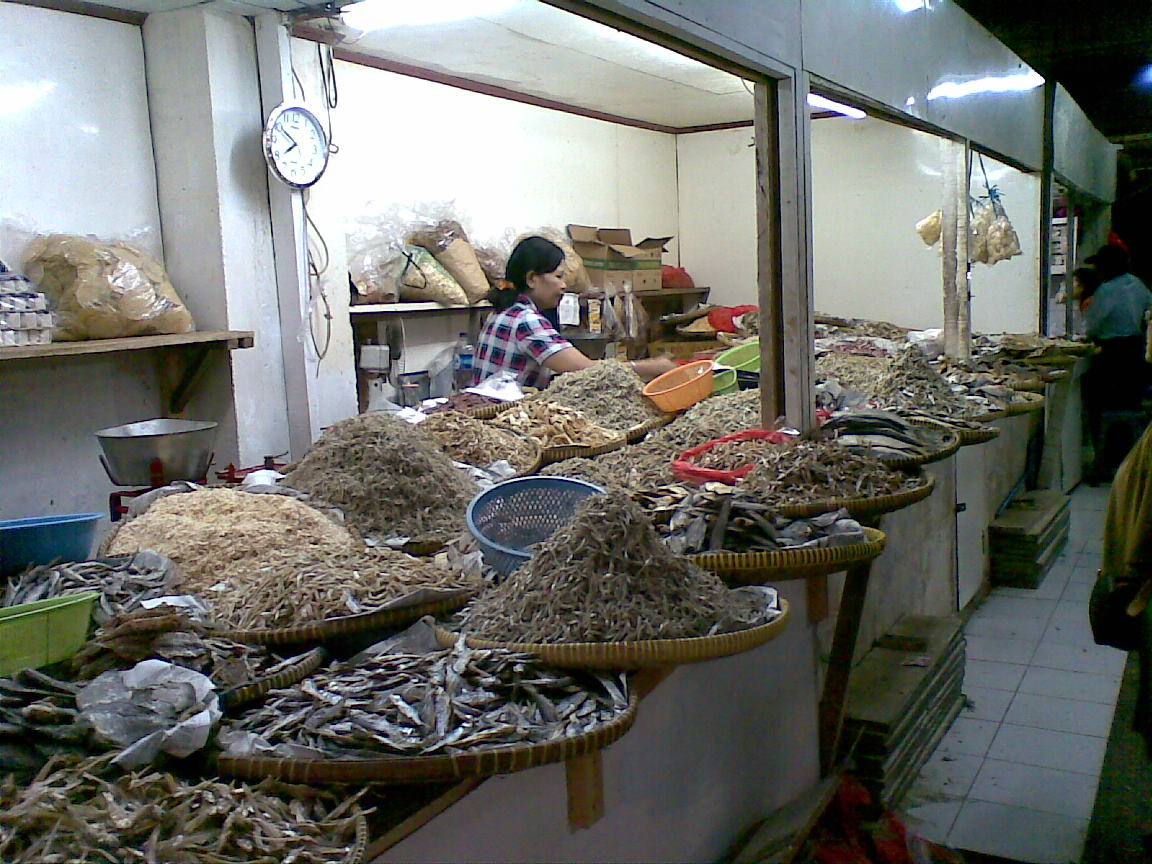
Ринок соленої риби поблизу Джакарти

Засолювання (засіл) риби — спосіб збереження риби за допомогою солі, засолювання риби. При засолі значно змінюється смак риби — риба «дозріває». Проводиться шляхом замочування (пересипання, ін'єктування) цілої або патраної риби в особливих розсолах для консервування та маринування. Один з найдавніших способів збереження риби на тривалий час і додання їй особливих смакових якостей. Найпопулярніша риба для засолу — оселедець.
Засіл як спосіб консервації, заснований на проникненні куховарської солі в м'язову тканину і витісненні з неї вологи. Засіл здійснюють сухим, мокрим і змішаними способами, а залежно від температурних умов ділять на — теплий, охолоджений та холодний.

## Історія
Археологічні розкопки в древніх містах Галицької землі виявили старі соляні штольні, кам'яні сокири та молотки і навіть шкіряні мішки, в яких 3 тисячі років тому переносили сіль. У Стародавній Греції сіль отримували з морської води. У густому розсолі солили оливки, сир, м'ясо та рибу. Солона риба вважалася їжею бідняків.
Найдавніші писемні згадки про солінні риби в східній Європі знаходимо в повідомленнях Геродота (V століття до н. е.) про Скіфію: «Річка Борисфен… вода її дуже приємна на смак і відрізняється чистотою… в ній ловляться для соління великі риби без хребта, звані осетрами».

## В домашніх умовах

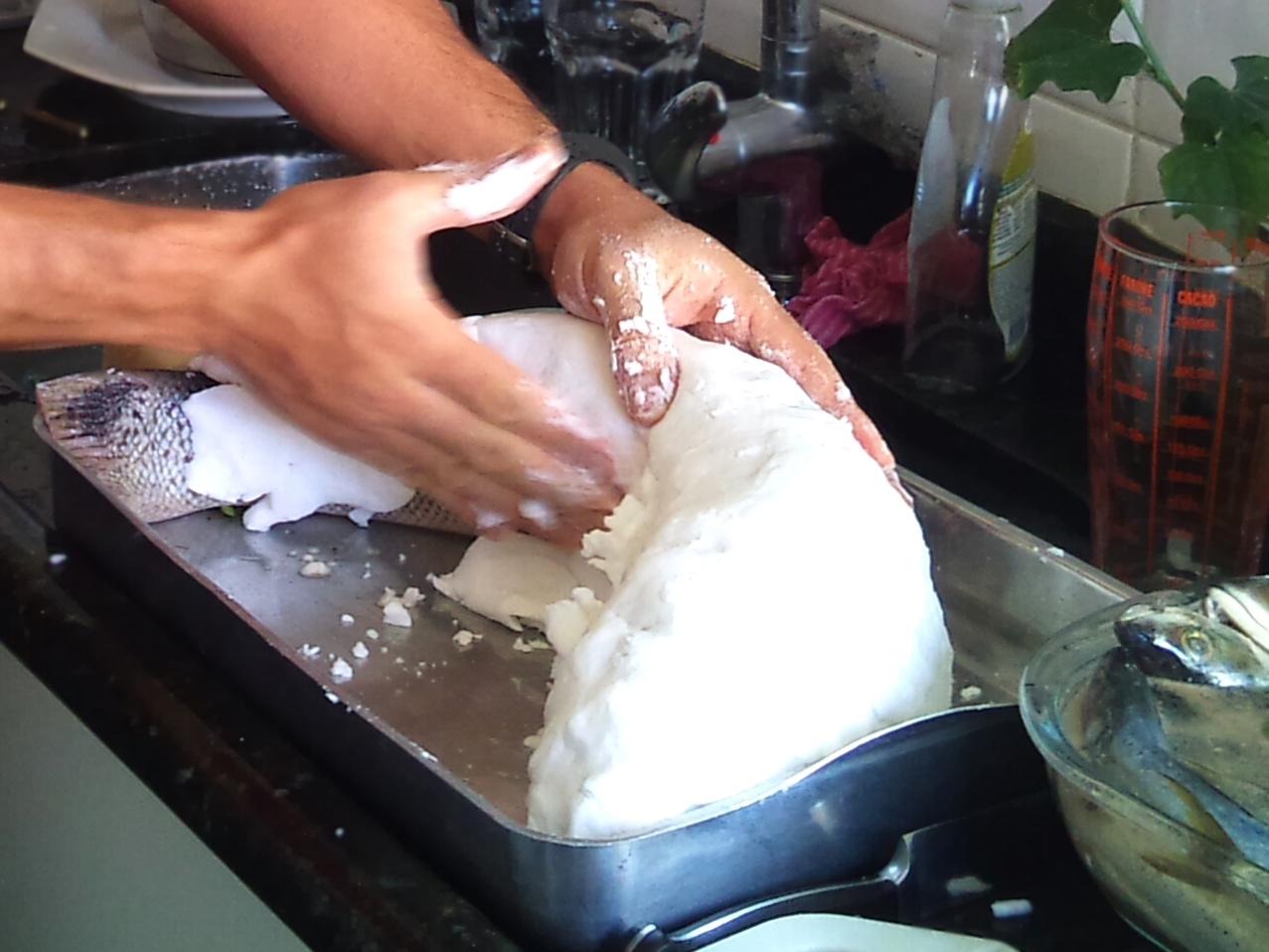
Обробка риби сіллю в домашніх умовах

Зазвичай дрібну рибу солять цілою, без патрання. Більшу перед солінням патрають, часто залишаючи голову. Рибу обсипають сіллю, прокладають прянощами і укладають під гніт. До кінця першого дня утворюється тузлук. На п'ятий день гніт знімається, тузлук зливається, риба очищається від залишків солі. Рибу можна подавати на стіл, в'ялити або коптити.
Рецепти засолу риби в домашніх умовах відрізняються різноманіттям. Крім солі, в засольну суміш додають прянощі в різних пропорціях. Солять в домашніх умовах не тільки власний улов, часто купують свіжу рибу для засолу, щоб наділити її вишуканим смаком.